# Meer van Yojoa
Het Meer van Yojoa (Spaans: Lago de Yojoa) is het grootste meer van Honduras. De naam van het meer is afkomstig van het Maya-woord Yoco-ha dat zo veel als op de aarde samenkomend water betekent.
Het Meer van Yojoa grenst aan de departementen Comayagua, Cortés en Santa Bárbara. Het wordt omringd door bergen tot ruim 2700 meter hoog. Het meer ligt in een van de vochtigste gebieden van het land, met een gemiddelde neerslag van 3200 mm per jaar en een gemiddelde temperatuur van 24°C.
De grootste plaats aan de oever van het Meer van Yojoa is Peña Blanca. De Hondurese hoofdstad Tegucigalpa ligt op ongeveer 184 kilometer afstand, tweede stad San Pedro Sula ligt op 70 kilometer. De hoofdweg die beide steden met elkaar verbindt loopt langs een groot deel van het Meer van Yojoa
Het meer is waarschijnlijk van vulkanische oorsprong, zo wordt geconcludeerd op basis van het gesteente dat in de omgeving van de oevers wordt gevonden en op basis van de dode vulkanen die in het gebied voorkomen. Het meer is een vulkanisch schild bestaand uit gesteente uit het Pleistoceen en Holoceen.
Het meer en de directe omgeving werden op 8 december 1971 uitgeroepen tot beschermd gebied. Het Meer van Yojoa staat bekend om de grote verscheidenheid aan vogels en vissen. Zo komen in de directe omgeving van het meer komen een kleine 400 vogelsoorten voor. Een deel van de omgeving wordt gebruikt voor de landbouw, met name voor de teelt van koffie, ananas en citrusvruchten. Ook zijn er enkele pinusplantages aangelegd ten bate van wetenschappelijk onderzoek.
De archeologische opgraving Los Naranjos bevindt zich aan de oever van het meer. Aan het meer grenzen twee nationale parken: Cerro Azul Meámbar in het zuiden en Nationaal park Santa Bárbara in het noorden.
Het Meer van Yojoa wordt door erosie en mijnbouw bedreigd. Het waterpeil zakt merkbaar. De stichting Exo-Lago doet pogingen om boeren en vissers bewust te maken van de noodzaak van duurzame landbouw en visserij.

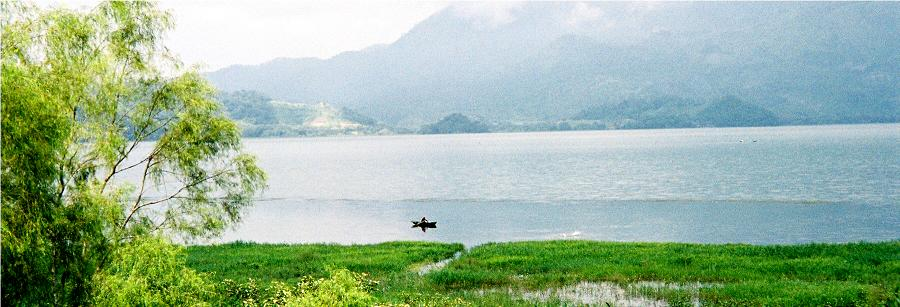
Meer van Yojoa, januari 2005